# Wan'an (köping i Kina, lat 31,30, long 104,50)
Wan'an (kinesiska: 万安镇, 万安) är en köping i Kina. Den ligger i provinsen Sichuan, i den sydvästra delen av landet, omkring 83 kilometer nordost om provinshuvudstaden Chengdu.
Genomsnittlig årsnederbörd är 1 156 millimeter. Den regnigaste månaden är juli, med i genomsnitt 309 mm nederbörd, och den torraste är december, med 8 mm nederbörd.